# Kolposkop

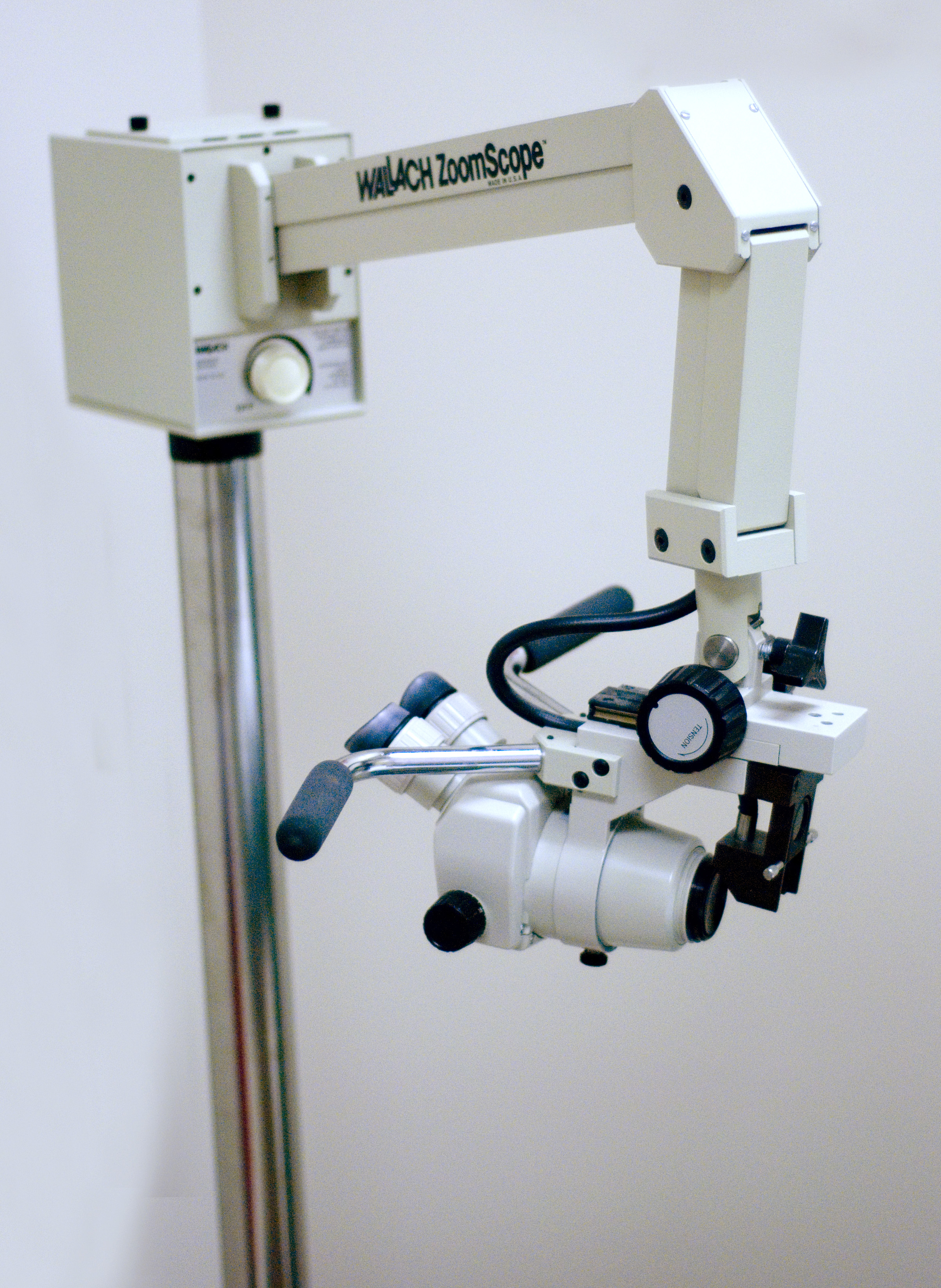
Kolposkop

Ein Kolposkop ist eine Art Mikroskop für gynäkologische Untersuchungen. Mit diesem Gerät lassen sich Aufnahmen von den inneren Schleimhäuten der Vagina machen.
Der Begriff Kolposkop leitet sich aus dem Altgriechischen ab, wobei das Wortteil „Kolpos“ für Scheide steht, „skop“ bedeutet spähen oder betrachten. Kolposkopie ist somit eine frauenärztliche Untersuchung, bei der Scheide und Muttermund mit einem Mikroskop (Kolposkop) vom Arzt in Augenschein genommen werden. Das erste Kolposkop hatte Hans Hinselmann (1884–1959) 1925 entwickelt. Das Kolposkop ist ein speziell für diesen Zweck entwickeltes Untersuchungsmikroskop, mit dessen Hilfe eine Lupenbetrachtung des Muttermundes mit sechs- bis 40-facher Vergrößerung möglich ist.
Die Kolposkopie ist eine gynäkologische Vorsorgeuntersuchung, mit deren Hilfe der Arzt kritische Veränderungen am Muttermund und an der Gebärmutterhals-Schleimhaut feststellen kann, wie z. B.:
- Kleinste Gewebedefekte
- Winzige Geschwülste
- Mikroblutungen

Die Kolposkopie dient damit auch der Früherkennung des Gebärmutterhalskrebses (Zervixkarzinom) und seiner Vorstufen.